# Barkana
Barkana fou un estat tributari protegit, un jagir de Jodhpur al districte de Pali al Rajasthan, Índia, governat pel clan Mèrtia dels rathors rajputs. El representant actual de la dinastia és el thakur Sultan Singh Rathore que el 1977 va recollir la successió del seu pare thakur Bhaeruon Singh.